# Eulepidotis candida
Eulepidotis candida là một loài bướm đêm trong họ Erebidae.